# Microrregión de la Chapada do Araripe
La microrregión de la Chapada do Araripe es una de las  microrregiones del estado brasileño del Ceará perteneciente a la mesorregión del  sur Cearense. Su población fue estimada en 2005 por el IBGE en 95.047 habitantes y está dividida en cinco municipios. Posee un área total de 4.784,685 km².

## Municipios
- Araripe
- Assaré
- Campos Sales
- Potengi
- Salitre

- Datos: Q2539660